# 濁川橋梁
濁川橋梁（にごりかわきょうりょう）は、福島県喜多方市の濁川に架かる東日本旅客鉄道（JR東日本）磐越西線の鉄道橋である。

## 概要
磐越西線の建設工事に伴って1910年（明治43年）に完成した。喜多方駅 - 山都駅間の阿賀野川水系である濁川に架かる全長252メートルの橋梁である（外部リンク参照）。
橋桁・橋脚ともに、明治時代の開通当初からの原型を留めていたが、2022年8月4日の大雨で落橋し。代行バスが8月25日以降も同区間を含む喜多方駅と野沢駅の間で運行されていた。その後修復され、2023年4月1日に運行を再開した。これにより、2011年の東日本大震災前以来12年ぶりに、福島県内の鉄道路線から災害の影響による不通区間が解消されることとなった。
橋梁は110年以上前に架橋され老朽化が進んでいるものの、復旧に当たっては傾いた橋脚1基を撤去し、耐久性の高いものに替え、橋桁は点検の上再利用。

## 構造
単線上路プレートガーダー11連の形式である。橋脚は2022年8月4日の豪雨で倒壊した橋脚を除き切石積である。崩落した箇所の橋脚は現在鉄筋コンクリートである。

## 周辺
- 福島県道16号喜多方西会津線
- 福島県道336号熱塩加納会津坂下線
- リオン・ドール喜多方西店
- 桐の博物館
- 関東三洋セミコンダクターズ

## その他
2016年に「磐越西線鉄道施設群」の一部として、土木学会選奨土木遺産に選ばれる。
かつては、同じ阿賀野川水系の濁川支流である押切川が、本橋梁の上流側で合流していた。